# Ku Kchaj-č’
Ku Kchaj-č’ (čínsky pchin-jinem Gù Kǎizhī, znaky zjednodušené 顾恺之, tradiční 顧愷之; kolem 345 Wu-si – asi 406), zdvořilostní jméno Čchang-kchang (čínsky pchin-jinem Chángkāng, znaky zjednodušené 长康, tradiční 長康), byl čínský malíř a teoretik umění.

## Život a dílo
Je doloženo, že maloval v Nankingu roku 364. Roku 366 se stal důstojníkem, později byl povýšen na královského důstojníka. Kromě malířství byl i talentovaným básníkem a kaligrafem a napsal tři traktáty o malířství. Jsou mu připisovány tři svitkové obrazy, které se dochovaly v pozdějších kopiích:
- Nymfa řeky Luo na téma básně, jejímž autorem byl kníže Cchao Č’; dochovaly se tři kopie z období dynastie Sung (Palácové muzeum v Pekingu, Freerova galerie umění ve Washingtonu a Provinční muzeum v Liaoningu),
- Rady vychovatelky dvorním dámám; dochovaly se dvě kopie, pekingská z Palácového muzea je úplná (12 scén), zatímco londýnské z Britského muzea chybějí úvodní tři scény,
- Životopisy příkladných žen; existuje kopie ze 13. století v Palácovém muzeu v Pekingu.